# Leslie Thorne
Leslie Thorne (n. 23 iunie 1916 - d. 13 iulie 1993) a fost un pilot scoțian de Formula 1 care a evoluat în Campionatul Mondial în sezonul 1954.
1. ↑   http://www.oldracingcars.com/driver/Leslie_Thorne Lipsește sau este vid: |title= (ajutor)